# Ronald Scobie
Ronald Mackenzie Scobie fue un militar británico, nacido el 8 de junio de 1893 y fallecido en 1969, que alcanzó el grado de general y participó tanto en la Primera como en la Segunda Guerras Mundiales, aunque sólo tuvo participación destacada en esta última. Igualmente, hay que indicar que jugó en el equipo de la selección nacional de Escocia de rugby en el año 1914.

## Historial
Ronald Scobie nació el 8 de junio de 1893, y hasta el estallido de la Primera Guerra Mundial no tuvo contacto con el mundo de las armas, aunque destacó en la práctica del rugby, llegando a jugar en 1914, poco antes del inicio de la guerra, con la selección nacional de dicho deporte de Escocia, en el Torneo Cinco Naciones (hoy Torneo de las Seis Naciones, tras la incorporación de Italia).

### Primera Guerra Mundial
A inicios de la Primera Guerra Mundial, Ronald Scobie se alista como voluntario en el Ejército Británico, que ya no abandonaría, en tanto que soldado del arma de ingenieros.
Acabada la guerra, Scobie se mantuvo en el Ejército, acumulando sucesivos ascensos hasta alcanzar el grado de general de brigada poco antes de la Segunda Guerra Mundial.

### Segunda Guerra Mundial
Al dar comienzo la Segunda Guerra Mundial, la primera actividad del general Ronald Scobie fue la de colaborar en las campañas de reclutamiento del War Office, el departamento de la guerra.
Posteriormente ocupó varios mandos en el Teatro de Operaciones de Oriente Medio y en Sudán (incluyendo por un breve período el mando de la 6.ª División de Infantería) para posteriormente ser nombrado jefe de la 70.ª División de Infantería. Junto con la División que mandaba, Ronald Scobie fue enviado al puerto de Tobruk para dar apoyo a la 9.ª División australiana, que se encontraba sitiada en dicha ciudad costera por el Afrika Korps del general alemán Erwin Rommel.
Scobie estuvo al mando de la plaza de Tobruk entre el 22 de octubre de 1941 y el 13 de diciembre de 1941, asumiendo pues el mando en el lugar durante la Operación Crusader. La 70.ª División de Infantería tuvo un papel destacado en la liberación de la ciudad de Tobruk, el citado 13 de diciembre, contando con el apoyo de tropas de otros países de la Mancomunidad de Naciones, así como de tropas polacas.
Durante 1942 asumió el mando de la guarnición británica en Malta, en los momentos finales del sitio de Malta.
El 11 de diciembre de 1943, Scobie fue puesto al mando del III Cuerpo de Ejército, que en 1944 fue enviado a Grecia para expulsar a los alemanes. Se deseaba evitar además que el Ejército Rojo, que había ya ocupado Rumania y Bulgaria ocupase igualmente Grecia. El 13 de octubre de 1944, las tropas británicas de Ronald Scobie hicieron su entrada en Atenas.
Se mantuvo al frente de las tropas británicas destacadas en Grecia hasta el fin de la Segunda Guerra Mundial, apoyando a los monárquicos en la guerra civil griega, que había estallado antes incluso del fin de la Segunda Guerra Mundial. De hecho, asumió, por acuerdo con el Gobierno griego (acuerdos de Caserta, en septiembre de 1944), el mando directo de las tropas griegas.
Ronald Scobie falleció en 1969.